# L-betűs fűbagoly
Az L-betűs fűbagoly (Mythimna l-album)  a rovarok (Insecta) osztályának a lepkék (Lepidoptera) rendjéhez, ezen belül a bagolylepkefélék (Noctuidae) családjához tartozó faj.

## Elterjedése
Észak-Afrikától Nyugat-, Közép-és Dél-Európa, Közel-Kelet és Közép-Ázsia.

## Megjelenése
- lepke: szárnyfesztávolsága: 29–37 mm, a vajszínű olajbogyó-szürke első szárnyak hosszúkásak, hegyesek közepén jellegzetes fehér "L" alakzattal, innen kapta a lepke a nevét. A hátsó szárnyak világosszürkék, míg a nőstényeké gyakran kissé sötétebbek.
- hernyó:  sárgás-barna, kis fekete pötty szemölcsökkel.
- báb:  szilárd és vörösesbarna

## Életmódja
- nemzedék: két nemzedéke van egy évben, az első májustól júliusig, a második augusztus-október között. A hernyók telelnek át.
- hernyók tápnövényei: Bromus sterilis, Brachypodium pinnatum, Dactylis glomerata, Deschampsia flexuosa, Phleum pratense.

## Fordítás
- Ez a szócikk részben vagy egészben  a   Weißes L című német Wikipédia-szócikk fordításán alapul.  Az eredeti cikk szerkesztőit annak laptörténete sorolja fel. Ez a jelzés csupán a megfogalmazás eredetét és a szerzői jogokat jelzi, nem szolgál a cikkben szereplő információk forrásmegjelöléseként.